# Forêt de Franconie
La forêt de Franconie est une chaîne de montagnes érodée du Nord-Est de la Franconie (Bavière septentrionale), dont l'altitude s'échelonne entre 300 et 795 m d'altitude, et qui s'étend sur 925 km2. Le point culminant est le Döbraberg (de). Certaines parcelles se rattachent à la Thuringe et forment le prolongement sud-est de la forêt de Thuringe.
La forêt de Franconie est la zone centrale des monts de Thuringe-Franconie. Cette dernière chaîne, longue de 200 km, qui comprend la forêt de Thuringe, les monts de Thuringe et le massif du Fichtel, s'étend du nord-ouest au sud-est jusqu'à la frontière avec la République tchèque.

## Géographie

### Situation
La forêt de Franconie est encadrée par les monts de Thuringe (au sens strict) au nord-ouest, le Vogtland de Bavière (ou pays de Hof) à l'est, le massif du Fichtel au sud-est et les collines de la vallée supérieure du Main au sud ; le passage vers les monts de Thuringe se fait par des vallées fluviales, celui vers le massif du Fichtel par le plateau de Münchberg. Quelques communes du sud-est de la Thuringe se rattachent à la forêt de Franconie qui, du point de vue géologique, forme, avec les monts de Thuringe et le massif du Vogtland, le massif schisteux de la Saale.
Du point de vue du relief, la forêt de Franconie désigne la zone comprise entre la lisière sud-ouest du massif schisteux de la Saale et sa ligne de crête. Cela signifie notamment qu'en direction du nord-est il s'étend à peine au-delà de la ligne de partage des eaux Main-Saale et qu'il appartient presque exclusivement au bassin du Main.
Du point de vue naturel, la forêt de Franconie fait partie des monts de Thuringe, une composante des monts de Thuringe-Franconie. Mais comme il est rattaché, à la fois pour des raisons touristiques et historiques, comme une entité distincte de la forêt de Thuringe, elle-même composante des monts de Thuringe, on désigne aujourd'hui généralement la forêt de Franconie comme la crête qui s'étire au sud-est de la courbe de Steinach le long de la ligne Mengersgereuth-Hämmern–Steinach–Spechtsbrunn–Gräfenthal, dont on voit nettement les courbes défrichées, sur les photos satellites, séparer les vallées du Steinach et de ses affluents, sans épouser le contour exact d'un seul des lits,,.

### Topographie

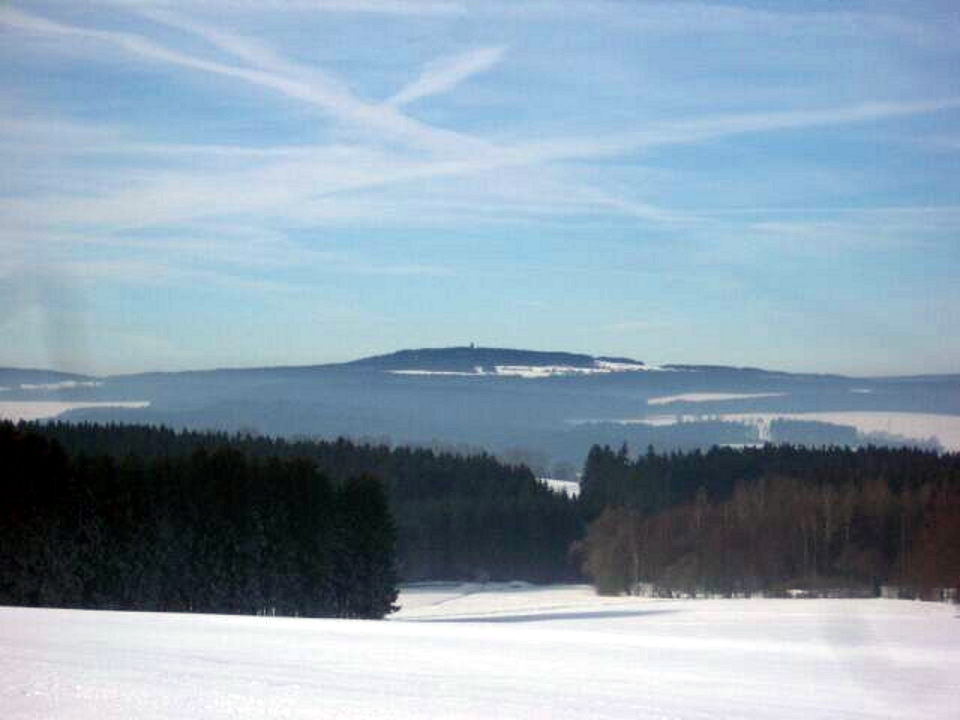
La forêt de Franconie en hiver.

Le relief de la forêt de Franconie se résume au dicton suivant (qui n'est contradictoire qu'en apparence) : « Dans la forêt de Franconie, il n'y a pas de montagnes, il n'y a que des vallées. » Une succession de vallées encaissées aux méandres par endroits parallèles : celles de la Werra, de l’Itz et du Steinach au nord-ouest, et les émissaires du Main Blanc au sud-est, viennent découper le plateau.

### Hydrographie
La forêt de Franconie sépare la vallée du Main au sud-ouest, de la vallée de la Saale au nord-est. Le Main reçoit les apports du Rodach et de ses affluents, le Hasslach et le Kronach ainsi que le Schorgast et l'Untere Steinach, ces deux derniers torrents se déversant du plateau de Münchberg ; seule l'Untere Steinach traverse la forêt de Franconie. Les autres sources du Steinach dessinent la limite méridionale du massif, à l'ouest du Wirsberg.
La Selbitz, à l'est de la forêt de Franconie, et la Loquitz au nord, se déversent dans la Saale. La ligne de partage des eaux Rhin-Elbe, dans la forêt de Franconie, sépare les affluents de la Saale de ceux du Main.

### Géologie
Les roches formant la forêt de Franconie sont en majeure partie de la grauwacke et des schistes argileux du Carbonifère inférieur. Le long de la faille de Franconie, il recoupe le banc de calcaire coquillier de la haute vallée du Main. En géologie, on distingue la « forêt de Franconie au sens strict » (à l'ouest de Selbitz) et la « forêt de Franconie en général » (qui recouvre à la fois la forêt de Franconie géologique, le plateau de Münchberg et le Vogtland bavarois).
Le bassin tripartite de Stockheim, qui est l'un des quelques affleurements de grès rouge de Bavière, s'étend à l'ouest du massif, entre Gundelsdorf au sud et Rothenkirchen au nord. On y trouve des roches volcaniques acides et des sédiments lacustres du Permien (surtout des schistes, du grès et divers conglomérats) et de minces affleurements de houille, qui ont été exploités à ciel ouvert jusque dans les années 1960 à Stockheim et à Neuhaus-Schierschnitz.

### Faune et flore
La forêt de Franconie, comme son nom l'indique, est un massif boisé. Autrefois, les principales essences étaient le hêtre et l’épicéa. Depuis les défrichements intensifs de la fin du XIXe siècle et du début du XXe siècle, il a été replanté avec des arbres à croissance rapide, donnant naissance à une monoculture de sapins, qui confère à la forêt de Franconie son aspect actuel.
De par son histoire, la forêt de Franconie comporte trois types de paysages :
- les plateaux dénudés par les défrichements ;
- des coteaux boisés ;
- des prairies fluviales.

À l'est, dans la région de Naila et de Schwarzenbach-am-Wald, le paysage est dominé par de hauts plateaux aux ondulations douces ; à l'ouest, au contraire, dans l’arrondissement de Kronach, il se mue en une succession de prairies encaissées, de coteaux boisés et de plateaux dénudés.

## Histoire

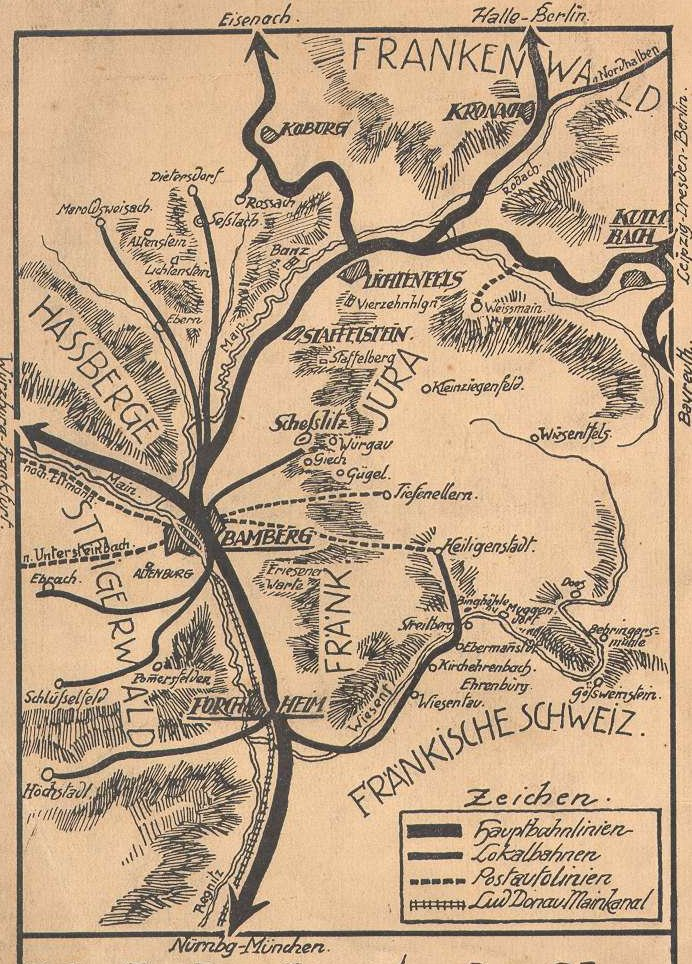
Carte ferroviaire de 1912 avec l'ouest de la forêt de Franconie (en haut à droite).

La colonisation humaine de la forêt de Franconie, naguère appelée Nortwald, a commencé au XIIIe siècle, sur les plateaux boisés. Les premières colonies humaines étaient des clairières avec une morphologie caractéristique tantôt de village-rue, tantôt de village-tas autour d'une mare (Rundangerdorf). Un exemple bien conservé est le village d'Effelter dans l'arrondissement de Kronach, qui est aujourd'hui un quartier de Wilhelmsthal. La colonisation des vallées ne s'est amorcée qu'à la Renaissance : elle a donné leur forme aux prairies d'aujourd'hui.

## Activités

### Secteur primaire
L'ardoise (qualifiée dans la région d'or bleu, blaue Gold) et la pierre de schiste imprègnent l'architecture des villages de la forêt de Franconie.
Les activités dans la forêt de Franconie sont très liées à l'exploitation de la forêt : verrerie et porcelaine, flottage du bois, charbonnage, qui expliquent la présence d'une multitude de scieries. Les « voiliers » chargeaient le bois de pin sur les rivières pour les acheminer via le Main puis le Rhin jusqu'à Amsterdam. On pratique encore aujourd'hui un flottage du bois « touristique » sur le Rodach naturel à Wallenfels.

### Transports
La forêt de Franconie est cernée :
- par les lignes de chemin de fer Munich–Berlin, Lichtenfels– Kulmbach– Hof, Saalfeld– Blankenstein, et les lignes régionales de Münchberg–Selbitz, de Hof–Bad Steben ;
- par l'autoroute Bundesautobahn 9 et les routes fédérales 2, 85, 89, 173, 289 et 303.

### Tourisme
Plusieurs villages, comme Schwarzenbach am Wald ou Bad Steben sont reconnus au plan fédéral, de par leur altitude élevée et leur climat sain, comme station climatique et occupent une place importante dans l'économie régionale.

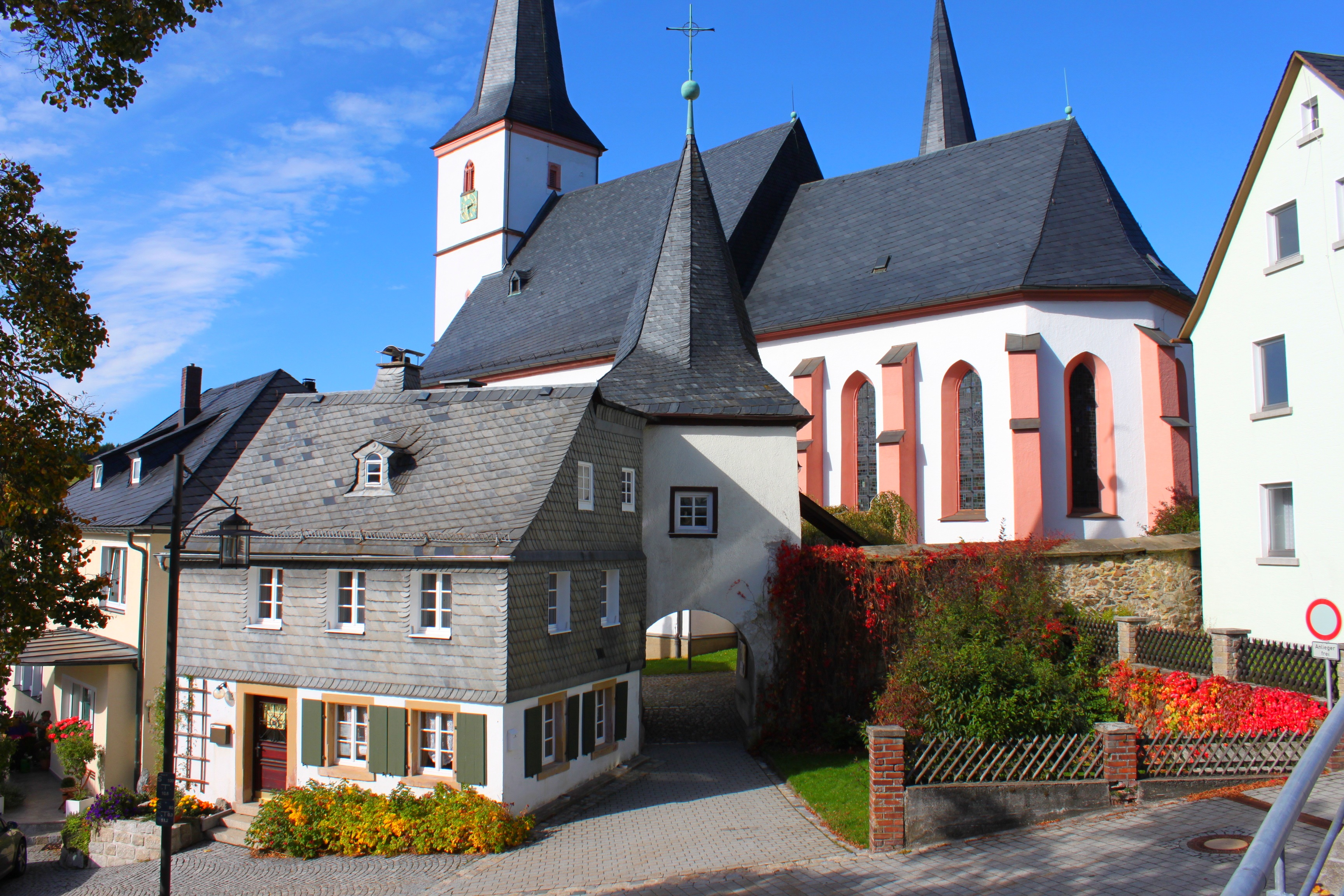
L’église fortifiée de Grafengehaig.

- L'église-fortifiée (église du Saint-Esprit) de Grafengehaig,
- Remparts de Rosenberg dans le centre historique de Kronach,
- château fort de Lauenstein
- La chapelle des margraves de Seibelsdorf
- Château d'eau de Mitwitz
- Basilique de la Visitation de la Vierge Marie à Marktleugast-Marienweiher, l'un des plus vieux sanctuaires catholiques d'Allemagne.
- Quelques églises fortifiées bien conservées, comme à Steinbach am Wald, où la population venait se réfugier au Moyen Âge.

Sites naturels remarquables
- Höllental à Bad Steben avec les belvédères de Hirschsprung et du roi David
- Radspitze et la piste d'Eckschen
- panorama sur le Steinbruchberg à Grafengehaig
- La route du moulin à Grafengehaig
- crête du Steinach à Grafengehaig
- La vallée du Steinach à Stadtsteinach
- le chemin de randonnée de Rennsteig à Schönwappenweg et à Wetzstein
- La vallée du Schorgasttal à Wirsberg
- Weißenstein à Stammbach
- La vallée du Rodach et le Rodach naturel
- La vallée du Loquitz à Lauenstein
- La vallée du Kremnitz à Gifting
- La ripisylve de Teuschnitz
- Le Döbraberg à Schwarzenbach am Wald